# Закон Фиттса
Закон Фи́ттса — общий закон, касающийся сенсорно-моторных процессов, связывающий время движения с точностью движения и с расстоянием перемещения: чем дальше или точнее выполняется движение, тем больше коррекции необходимо для его выполнения, и соответственно, больше времени требуется для внесения этой коррекции.
Закон опубликован Полом Фиттсом в 1954 году.

## Модель

Схематичное изображение объекта размера и дистанции до него

Математически закон записывается как
{\displaystyle T=a+b\log _{2}{\Bigg (}{\frac {D}{W}}+1{\Bigg )}}
где:
- {\displaystyle T} — среднее время, затрачиваемое на совершение действия
- {\displaystyle a} — среднее время запуска/остановки движения
- {\displaystyle b} — величина, зависящая от типичной скорости движения
- {\displaystyle D} — дистанция от точки старта до центра цели
- {\displaystyle W} — ширина цели, измеренная вдоль оси движения

## Приложение к проектированию интерфейса
Закон Фиттса может применяться при проектировании графического интерфейса пользователя. Он позволяет определять размеры элементов интерфейса, их расположение и взаимное расположение на экране в соответствии с тем, насколько простым (или, наоборот, затруднённым) должно быть их использование. Ширина цели может быть бесконечной (в одном измерении), если кнопка вплотную прилегает к стороне экрана, а курсор манипулятора (мыши) останавливается у края автоматически. Угол является ещё более лёгкой целью, так как ширина цели бесконечна в обоих измерениях (с сенсорным экраном ситуация несколько сложнее, так как края не обязательно более легки для касаний).
Контекстное меню (особенно, используемое в некоторых играх радиальное) сокращает расстояние до цели, тем самым уменьшая время, затрачиваемое на совершение действия.